# Marc Andrieu
Pour les articles homonymes, voir Andrieu.
Pas d'image ? Cliquez ici

a Compétitions nationales et continentales officielles uniquement.

b Matchs officiels uniquement.
Marc Andrieu, né le 19 septembre 1959 à Carmaux (France), est un joueur international français de rugby à XV, jouant aux postes de centre et d'ailier. 
Il commence sa carrière à l'US Carmaux en 1974, avant de rejoindre l'AS Béziers en 1979 avec qui il remporte trois fois le Championnat de France en 1980, 1981 et 1983. Il finit ensuite sa carrière au RC Nîmes. En parallèle, il joue avec l'équipe de France de 1986 à 1990.

## Biographie
Marc Andrieu naît le 19 septembre 1959 à Carmaux dans le département français du Tarn.
En 1974, il rejoint le club de rugby à XV de l'US Carmaux où il joue jusqu'en 1979.
Après avoir rejoint l'AS Béziers en 1979, il est champion de France dès sa première saison.
Lors de la saison 1980-1981, il est encore champion de France et est le meilleur marqueur du Championnat de France avec 16 essais inscrits,.
Durant la saison 1982-1983, il remporte son troisième Championnat de France,. Il quitte l'AS Béziers à l'issue de cette saison pour rejoindre le RC Nîmes.
Le 7 juin 1986, il dispute son premier test match en équipe de France, contre l'équipe d'Argentine.
En 1987, il participe à la première Coupe du monde de rugby à XV de l'histoire. Il y dispute deux matchs et inscrit un essai.
Le 7 octobre 1987, il est le capitaine des Barbarians français contre le Penarth RFC à Penarth au pays de Galles. Les Baa-Baas l'emportent 48 à 13.
Il arrête sa carrière de joueur en 1993,.
Après sa carrière de joueur, Marc Andrieu est entraîneur puis directeur sportif du RC Nîmes.
En 2001, il met en place le centre de formation de l'AS Béziers.

## Statistiques en équipe nationale
Marc Andrieu compte 26 capes en équipe de France de 1986 à 1990, pour six essais marqués, soit 24 points.
Il prend part à trois éditions du Tournoi des Cinq Nations en 1988, 1989 et 1990.
| Année | Compétition              | Matchs | Points | Essais |
| ----- | ------------------------ | ------ | ------ | ------ |
| 1986  | Test matchs              | 4      | 4      | 1      |
| 1987  | Coupe du monde           | 2      | 4      | 1      |
| 1987  | Test matchs              | 1      | 8      | 2      |
| 1988  | Tournoi des Cinq Nations | 4      | -      | -      |
| 1988  | Test matchs              | 5      | 4      | 1      |
| 1989  | Tournoi des Cinq Nations | 4      | -      | -      |
| 1989  | Test matchs              | 3      | 4      | 1      |
| 1990  | Tournoi des Cinq Nations | 3      | -      | -      |
| Total | Total                    | 26     | 24     | 6      |

## Palmarès

### En club
- Vainqueur du Championnat de France en 1980, 1981 et 1983 avec l'AS Béziers.
- Finaliste du Challenge Yves du Manoir en 1980 et 1981 avec l'AS Béziers.
- Vainqueur du Challenge de l'Espérance en 1988 et 1991 avec le RC Nîmes.
- Finaliste du Championnat de France groupe B en 1988 avec le RC Nîmes.

### En équipe nationale
- Finaliste de la Coupe du monde en 1987 avec l'équipe de France.
- Vainqueur du Tournoi des Cinq Nations en 1988 et 1989 avec l'équipe de France.

### Distinctions personnelles
- Meilleur marqueur du Championnat de France en 1981 (16 essais).